# Gioacchino Assereto

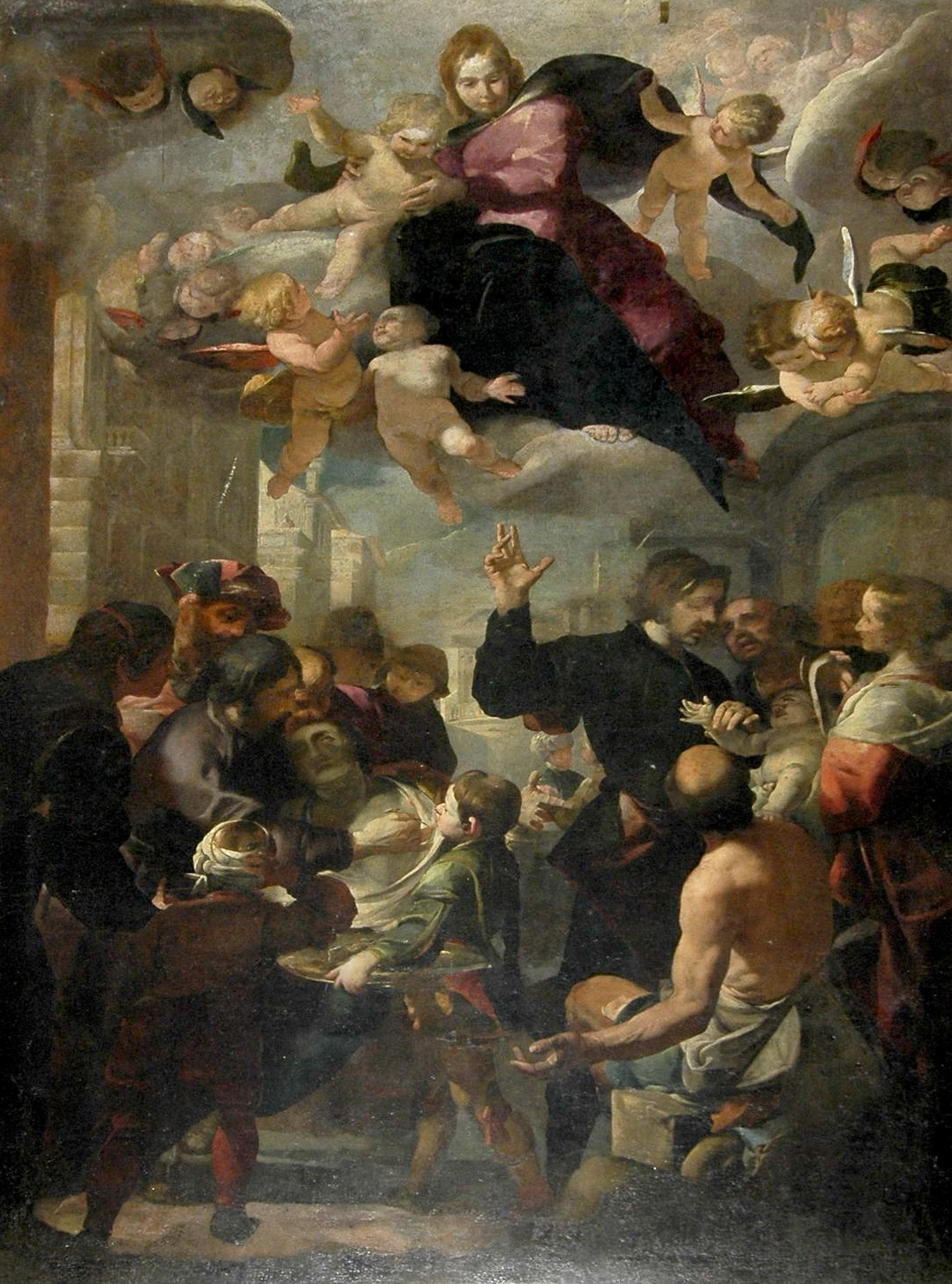
I santi Cosma e Damiano guariscono gli ammalati-Genova, Chiesa dei Santi Cosma e Damiano.

Gioacchino Assereto (Genova, 1600 – Genova, 28 giugno 1649) è stato un pittore italiano, considerato uno dei maggiori esponenti del barocco genovese.

## Biografia
Genovese, Assereto fu allievo, fin dai dodici anni, del pittore Luciano Borzone e in seguito di Giovanni Andrea Ansaldo. Fu dotato di uno straordinario stile autonomo già in età molto precoce (a sedici anni dipinge una tela per l'oratorio di S. Antonio in Sarzano) e diviene presto un quotatissimo maestro cittadino con una propria bottega. L'attenzione di Assereto si rivolge soprattutto alla maturità di Bernardo Strozzi che guarda ai modelli milanesi di Cerano, Procaccini e Morazzone e da cui ha modo di attingere spunti per elaborare una convinta visione naturalistica. Dallo Strozzi però si distaccherà però presto, rimanendo fedele a questo suo schietto e severo naturalismo.

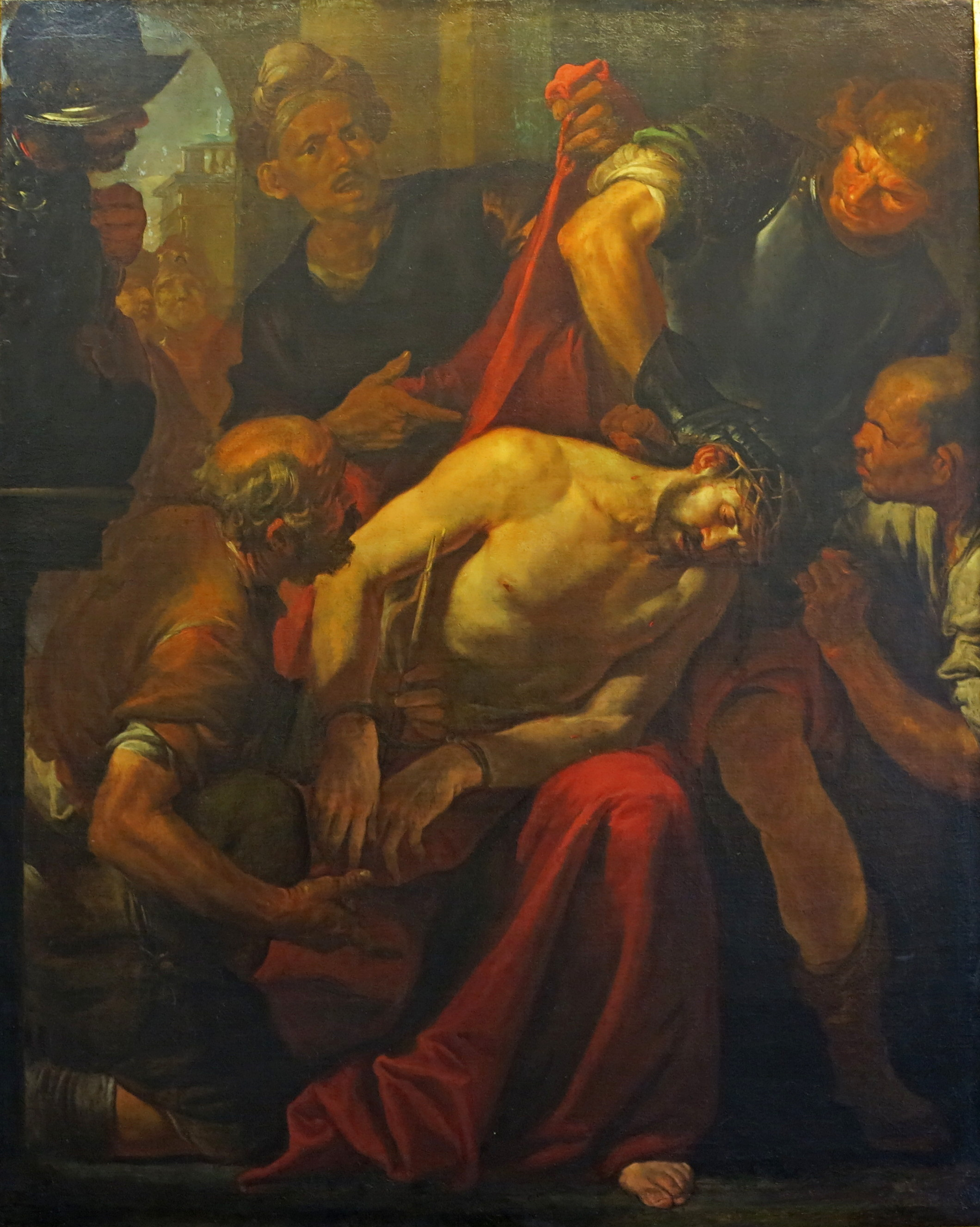
Cristo deriso, Galleria di Palazzo Bianco (Genova).

Oltre ai grandi maestri del barocco milanese, è riscontrabile anche una certa affinità e una probabile collaborazione con Orazio De Ferrari, già presso la bottega dell'Ansaldo.
Le due volte della basilica della Santissima Annunziata del Vastato, dipinte intorno al 1630, rappresentano il raggiungimento della sua maturità artistica. Nel 1644 viene chiamato a portare a termine l'affresco di Marsia scorticato da Apollo iniziato dal Bottalla in palazzo Negrone, che esegue senza la leggerezza barocca del suo predecessore ma con il suo distintivo tratto concreto e popolare. Nello stesso palazzo Negrone è presente un suo grande dipinto dello stesso soggetto dell'affresco e il suo pendant raffigurante Medea che ringiovanisce Esone. 
La presenza del pittore principalmente a Genova ha limitato notevolmente la fortuna critica di Assereto rispetto alla fama di cui hanno potuto godere invece Bernardo Strozzi e il Grechetto. Eppure, nel suo personalissimo stile naturalistico, Gioacchino Assereto può essere considerato a pieno diritto un grande autore del Seicento come giustamente evidenziato nel 1926 dal critico d'arte Roberto Longhi.
L'attività del pittore fu proseguita in bottega da suo figlio e allievo Giuseppe Assereto, conosciuto anche come il Maestro dell'Oratorio di San Giacomo alla Marina.

## Opere

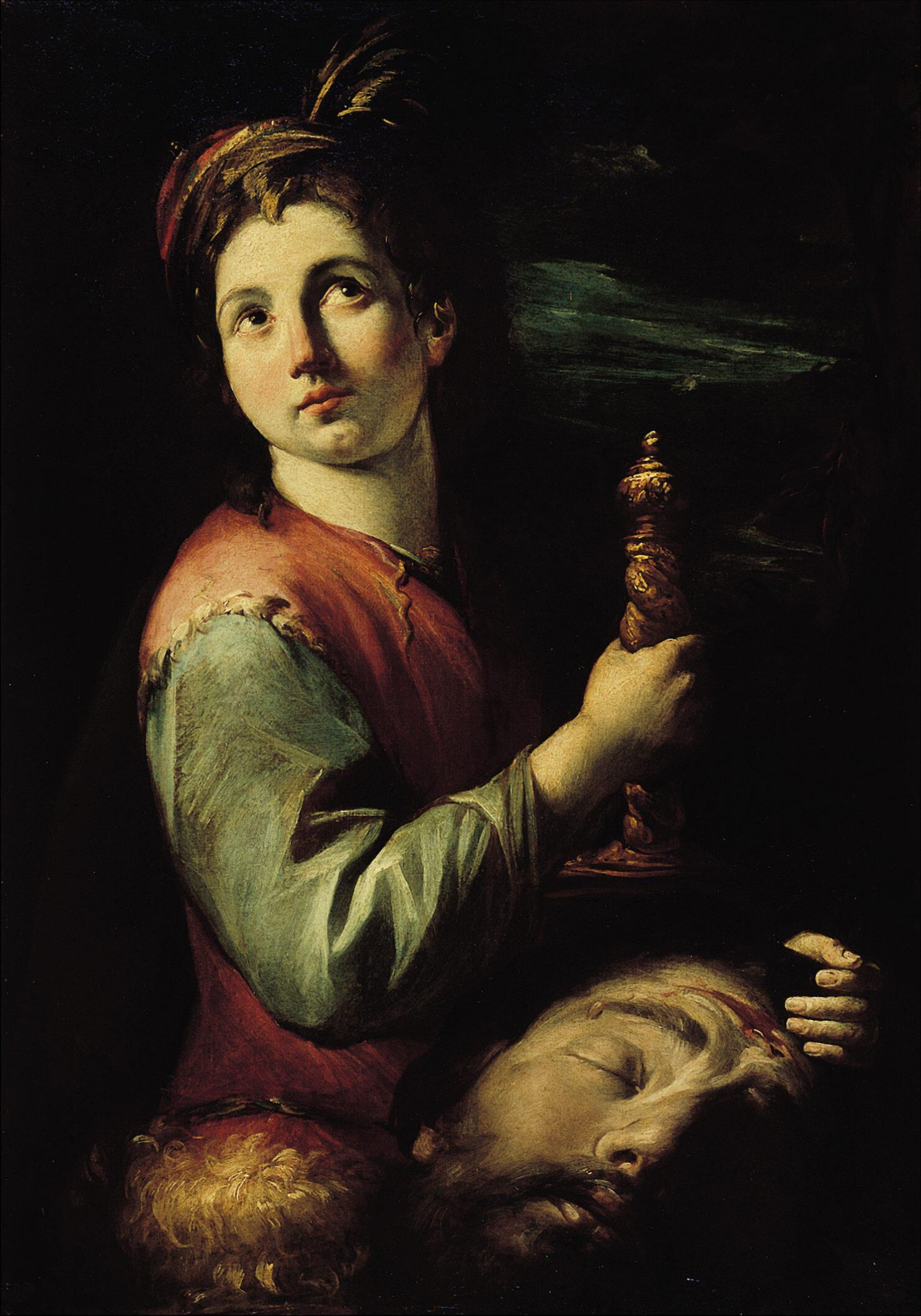
Gioacchino Assereto, David con la testa di Golia.

- Moisés obteniendo agua de la roca, Museo del Prado, Madrid.
- St. Francis of Assisi comforted by a cherub with a violin, 1628/1630 circa, olio su tela, 174x139,7, Detroit Institute of Arts, Detroit.[4]
- La Flagellazione di Cristo, 1640, Museo dell'Ermitage, San Pietroburgo.
- Isacco benedice Giacobbe, 1640, Museo dell'Ermitage, San Pietroburgo.
- Apparizione dell'angelo ad Agar e Ismaele, 1640 circa, National Gallery, Londra.[5]
- Tobias guérissant son père de la cécité, Musée des Beaux-Arts, Marsiglia.
- Saint Marc Evangéliste, olio su tela, 96x71, Musée des Augustins, Tolosa.
- Phocion refusant les cadeaux d'Alexandre, olio su tela, 182x219, musée des Beaux-Arts, Nantes.
- Ioas salvato dalla persecuzione di Atalia, 147,5 x 196, Museo del Louvre, Parigi.
- Agar e l'angelo, olio su tela, Palazzo Rosso, Genova.
- San Francesco in estasi confortato dall'angelo musico, 1630, olio su tela, 120x94,8, Palazzo Bianco, Genova.[1]
- Servio Tullio con le chiome in fiamme, olio su tela, 162x136, Palazzo Bianco, Genova.[1]
- Cristo deriso, 1620, olio su tela, 181x144, Palazzo Bianco, Genova.[1]
- Esaù vende la primogenitura, 1640, olio su tela, 98x124, Palazzo Bianco, Genova.[1]
- Lapidazione di S. Stefano, olio su tela, 77x61, Palazzo Bianco, Genova.[1]
- Estasi di S. Caterina da Siena, olio su tela, 100x74,5, Palazzo Bianco, Genova.[1]
- La morte di Catone, olio su tela, 203x279, Palazzo Bianco, Genova.[1]
- Morte di Santa Monica, olio su tela, 122x145, chiesa di Santa Caterina in Begato, Genova.[6][7]
- San Francesco in estasi, olio su tela, 121x98, collezione Zerbone, Genova.
- Enea fugge da Troia con il padre Anchise, olio su tela, 225x146, collezione privata, Genova.
- Apollo scortica Marsia, olio su tela, Palazzo Ayrolo-Negrone, Genova.
- Medea ringiovanisce Esone, olio su tela, Palazzo Ayrolo-Negrone, Genova.
- Vergine con Bambino e San Cristoforo, 147x108, collezione Zerbone, Genova.